# Uzoma Asagwara
Uzoma Chioma Asagwara (Winnipeg, 23 settembre 1984) è un'ex cestista e politica canadese.

## Carriera
Con il Canada ha disputato i Campionati americani del 2007.